# N. O. Scarpi

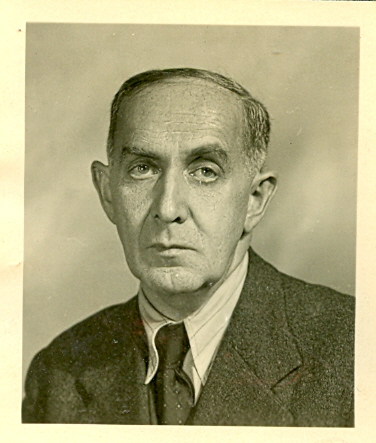
Fritz Bondy (Passfoto, 1942)

N. O. Scarpi, eigentlich Friedrich (Fritz) Bondy (* 18. April 1888 in Prag, Böhmen, Österreich-Ungarn; † 24. Mai 1980 in Zürich) war ein österreichisch-schweizerischer Übersetzer, Feuilletonist, Anekdotensammler und Regisseur.

## Leben

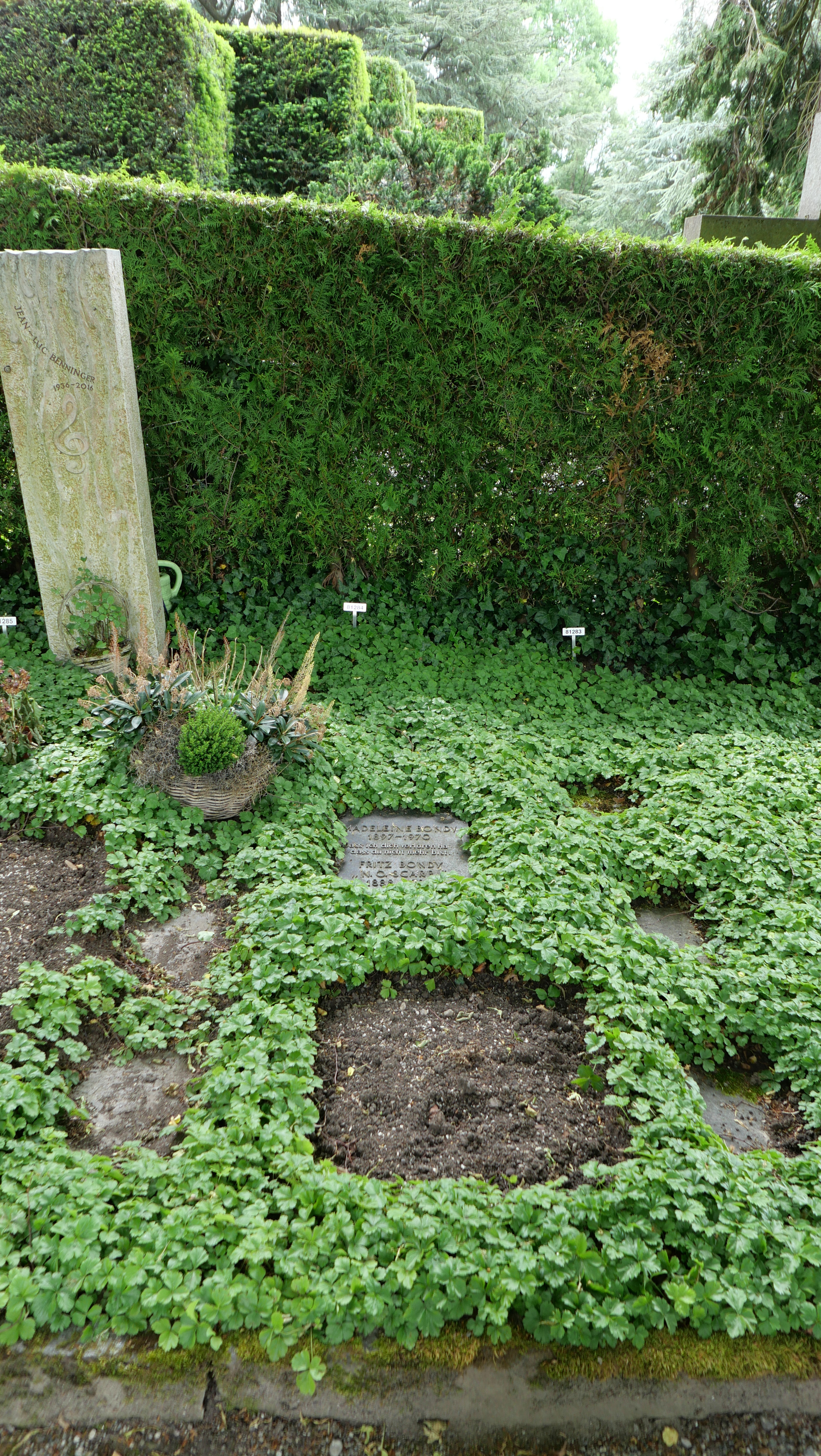
Bondys Grab

Fritz Bondy wuchs als Sohn jüdischer Eltern der deutschsprachigen Minderheit in Prag auf. Der Vater starb früh; der Stiefvater, Heinrich Teweles (1856–1927), war Schriftsteller, Dramaturg am Neuen Deutschen Theater in Prag, Theaterkritiker und ab 1900 Chefredakteur des Prager Tagblatts. Er besuchte ein Gymnasium und war zwischen 1908 und 1912 kaufmännischer Angestellter. Ab 1912 führte Fritz Bondy auch Regie am Neuen Deutschen Theater. Er arbeitete auch als Assistent bei Max Reinhardt.
1918 siedelte er in die Schweiz über, zunächst nach Davos, wo seine Frau Margit und sein Sohn François Bondy im Lungensanatorium lebten; seine Frau starb dort 1919.
Unter dem Pseudonym N. O. Scarpi (nach Scarpino, einem Flurnamen aus Viganello bei Lugano, wo er damals wohnte) schrieb er erste Theaterstücke und Feuilletons. In der Zeit zwischen den beiden Weltkriegen lebte er in der Schweiz, Paris, Jugoslawien und Ungarn; 1931 erhielt er die schweizerische Staatsbürgerschaft. Ab 1941 bis zu seinem Tod lebte er in Zürich. Er fand auf dem Friedhof Enzenbühl seine letzte Ruhestätte neben seiner zweiten Frau Madeleine, geb. Walter (1897–1970). Die Grabplatte trägt als Inschrift ein Zitat aus Franz Schuberts Lied „Am Grabe Anselmos“ (D 504):

„Dass ich dich verloren habe,
 dass du nicht mehr bist.“

Fritz Bondy ist der Vater von François Bondy und der Großvater von Luc Bondy.

## Werk
- Mehr als 200 Übersetzungen aus dem Englischen (Mark Twain, Upton Sinclair, W. Somerset Maugham, George Orwell, Daphne du Maurier, George Mikes, Rudyard Kipling) und aus dem Französischen (Henry Becque, Die Pariserin;[3] u. a.)
- Mehrere Anekdotensammlungen
- Artikel im Nebelspalter
- Opernkritiken bei Radio Beromünster